# Milan Golob
Milan Golob (Ljubljana, 16. veljače 1963.) je slovenski slikar. 
Diplomirao je na Akademiji za likovnu umjetnost u Ljubljani 1993. i na Prirodoslovno matematičkom fakultetu - odjeljenje za fiziku u Ljubljani 1987. godine.

## Vanjske poveznice
- Milan Golob